# Oderisio di Sangro
Oderisio di Sangro (zm. 30 sierpnia, prawdopodobnie 1137) – włoski benedyktyn i kardynał.

## Życiorys
Wywodził się z rodziny hrabiów Marsi i był spokrewniony z opatem Oderisio de Marsi z Montecassino (1087-1105). Sam również wstąpił do zakonu benedyktynów na Montecassino. Około roku 1112 papież Paschalis II mianował go kardynałem diakonem S. Agata. Uczestniczył w papieskiej elekcji 1118. W 1123 roku został wybrany nowym opatem Montecassino, jednak trzy lata później utracił to stanowisko wskutek konfliktu z papieżem Honoriuszem II. W 1130 przystąpił do obediencji antypapieża Anakleta II i sygnował jego bulle z 8 lutego 1131 oraz 10 marca ok. 1136 (data roczna niepewna).